# Штефан Лекса
Штефан Лекса (нім. Stefan Lexa, нар. 1 листопада 1976, Клагенфурт-ам-Вертерзе) — австрійський футболіст, що грав на позиції півзахисника насамперед за низку німецьких клубних команд та за національну збірну Австрії.

## Клубна кар'єра
Народився 1 листопада 1976 року в австрійському місті Клагенфурт-ам-Вертерзе. Вихованець юнацьких команд німецьких футбольних клубів «Гаймштеттен» та «Мюнхен 1860».
У дорослому футболі дебютував 1995 року виступами за команду «Ландсгут» із четвертого німецького дивізіону.
Згодом грав за низку команд третього та другого німецьких дивізіонів, а також за «Тенерифе», на той час представника іспанської Сегунди.
2003 року, повернувшись до Німеччини, приєднався до франкфуртського «Айнтрахта», у складі якого нарешті дебютував на рівні німецької Бундесліги. Відіграв за франкфуртський клуб три сезони своєї ігрової кар'єри, з яких два — на рівні елітного дивізіону.
Згодом протягом двох років грав у Другій Бундеслізі за «Кайзерслаутерн», після чого перебрався на батьківщину, де протягом 2008–2012 років захищав кольори «Ріда». Більшість часу, проведеного у складі «Ріда», був основним гравцем команди, здобув із нею 2011 року Кубок Австрії. 
Завершував ігрову кар'єру у команді «Гредіг», за яку виступав протягом 2012—2013 років у другому австрійському дивізіоні.

## Виступи за збірну
2001 року дебютував в офіційних матчах у складі національної збірної Австрії. Відтоді зрідка викликався до лав збірної і загалом протягом 2000-х взяв участь у 6 матчах у її складі.

## Титули і досягнення
- Володар Кубка Австрії (1):

«Рід»: 2010-2011